# 陸完
陸完（1458年—1526年），字全卿，號水村，直隸蘇州府長洲縣人，明朝政治人物、收藏家、書法家，成化丁未進士，官至兵部尚書、吏部尚書。

## 生平
成化十九年（1483年）癸卯科應天鄉試第三名舉人，二十三年（1487年）中式丁未科會試第二百六十七名，二甲第一百七名進士。弘治三年（1490年）十一月授廣西道監察御史，八年（1495年）巡按河南，以病請告，十二年（1499年）五月病愈至京，起為陝西道監察御史，十五年（1502年）二月出為浙江按察司副使，正德二年（1507年）正月升江西按察使，頗受寧王朱宸濠賞識，說：“陸先生他日必為公卿”。三年（1508年）十二月升都察院右僉都御史、巡撫宣府，四年（1509年）五月改南京都察院右僉都御史、提督操江，十二月升左僉都御史、掌都察院事，五年（1510年）二月升兵部左侍郎，六年（1511年）八月兼都察院左僉都御史、提督軍務，統宣府、延綏並京營官軍往直隸、山東、河南等處剿討楊和、劉六、劉七、齊彥明等賊寇，七年（1512年）九月以平賊功升左都御史、掌都察院事，加太子少保，八年（1513年）十一月升兵部尚書、提督團營軍務，寧王朱宸濠饋遺不絕，九年（1514年）加太子太保，十年（1515年）閨四月改吏部尚書。
寧王朱宸濠敗，被抄家時，發現有與陸完往來信件，正德十五年（1520年）十一月陸完被捕入獄，籍沒家產，將處死刑，會明武宗駕崩，明世宗繼位，念及陸完鎮壓河北劉六、劉七有功，改謫戍福建靖海衛，嘉靖五年（1526年）死於衛所。

## 收藏與著作
陸完富藏古書畫。工書法，王世貞《國朝名賢遺墨》錄其手迹。據明朝文學家田藝蘅《留青日札》載，嚴嵩為得《清明上河圖》，以一千二百金從蘇州陸氏處購得，「饞得其贗本，卒破數十家」。另據李日華《味水軒日記》記載，《清明上河圖》曾轉到陸完手中，而嚴嵩欲得此圖甚急。陸完過世後，其夫人將畫縫入繡枕中，日夜不離身。後其外甥王某借閱此圖，默記下全圖而偷偷仿作一幅。事後王某將臨本高價售予御史王忬，而王忬又將此臨本獻予嚴嵩。嚴嵩家裱畫匠湯某向王忬索賄不成，遂告發此圖為偽作，嚴嵩羅織罪名處死王忬。明末清初戲曲家李玉作《一捧雪》，或以“王忬獻偽作”的傳說為創作靈感。
陸完著有《水村集》，今有《先太宰水村集遺稿》手抄本，收錄於《明別集叢刊》第一輯。

## 家族
家族遷居蘇州陳湖畔，稱為“陳湖陸氏”。曾祖陸守道；祖父陸珩；父陸溥，母華氏。慈侍下。弟陸宣、陸宇。有族侄陸粲、陸采。陸完有七子：陸伷、陸價、陸仕、陸侔、陸修、陸係及陸倬，以及女十人。其中陸倬之女為宋德宜曾祖母，宋德宜夫人王氏之高祖母則為陸粲女（高祖父為王延喆子王有壬）。